# Ravnje (Słowenia)
Ravnje – wieś w Słowenii, w gminie Sežana. W 2018 roku liczyła 51 mieszkańców.